# Cornus volkensii
Cornus volkensii — вид квіткових рослин із родини деренових (Cornaceae).

## Морфологічна характеристика
Це невелике чи середнє вічнозелене дерево, яке росте в гірських лісах, дводомне.

## Середовище проживання
Бурунді, Демократична Республіка Конго, Кенія, Малаві, Мозамбік, Руанда, Південний Судан, Танзанія, Уганда, Замбія. Часто зустрічається вздовж струмків.

## Використання
Деревина цієї породи використовується в Кенії для виготовлення посуду і ручок. Він також підходить для легких конструкцій, підлоги, шаф, шпону та фанери. Використовується також як дрова. У Танзанії листя використовують для лікування фурункулів. Висаджується в лісопосадках і як придорожнє дерево.

## Загрози
Вважається, що цей вид не зазнає серйозної загрози. 